# Port lotniczy Chokwé
Port lotniczy Chokwé (port. Aeroporto Chokwé, IATA: TGS – port lotniczy zlokalizowany w Chokwé, w Mozambiku.